# Distretto di Caraybamba
Il distretto di Caraybamba è un distretto del Perù nella provincia di Aymaraes (regione di Apurímac) con 1.295 abitanti al censimento 2007 dei quali 1.199 urbani e 96 rurali.
È stato istituito il 14 dicembre 1956.